# Марпл (Великий Манчестер)
Марпл (англ. Marple) — місто в столичному районі Стокпорт, Великий Манчестер, Англія. Він розташований на річці Гойт, за 14 км., на південний схід від Манчестера, за 14 км., на північ від Маклсфілда та за 6 км., на південний схід від Стокпорта. 
У 2011 році тут проживало 23 686 осіб.

## Географія
Територія, розташована поблизу Дербіширу, охоплює трохи більше 28 км2 сільської місцевості, починаючи від густих лісистих долин і закінчуючи болотами на вершинах пагорбів. Він піднімається приблизно з 80 м., над рівнем моря на річці Гойт до 327 м., на Кобден-Едж. У ясний день можна оглянути Beetham Tower у Манчестері, а також центр міста, телевізійний передавач Winter Hill і навколишні графства Чешир, Дербішир, Ланкашир і Західний Йоркшир і гори Північного Уельсу з їх вершинами та пагорбами.